# あの娘ぼくがロングシュート決めたらどんな顔するだろう
「あの娘ぼくがロングシュート決めたらどんな顔するだろう」（あのこぼくがロングシュートきめたらどんなかおするだろう）は、岡村靖幸13枚目のシングル。1990年10月10日に EPIC/SONY RECORDSより発売された。

## 概要
前作「どぉなっちゃってんだよ」から3ヶ月振りの新曲。シングルでは、2013年に「ビバナミダ」がオリコンチャートで最高15位を獲得する迄、本作が自身最高順位を獲得した作品であった（ただし、自身最大のヒット曲ではない）。

## 収録曲
（全曲作詞・作曲・編曲：岡村靖幸）
1. あの娘ぼくがロングシュート決めたらどんな顔するだろう
  - ストリングス・アレンジメント：清水信之
  - 発売から21年後となる2011年に映画『モテキ』の劇中曲として使用された。
2. あの娘ぼくがロングシュート決めたらどんな顔するだろう (ホームシック Version)
  - 弾き語りバージョンであり、一部にシンセサイザーの音が追加されている。

## 収録アルバム
| 曲名                                                                        | 収録アルバム         | 備考                                       |
| --------------------------------------------------------------------------- | -------------------- | ------------------------------------------ |
| あの娘ぼくがロングシュート決めたらどんな顔するだろう                        | 『家庭教師』         |                                            |
| あの娘ぼくがロングシュート決めたらどんな顔するだろう                        | 『OH! ベスト』       |                                            |
| あの娘ぼくがロングシュート決めたらどんな顔するだろう                        | 『岡村ちゃん大百科』 |                                            |
| あの娘ぼくがロングシュート決めたらどんな顔するだろう                        | 『エチケット』       | リアレンジバージョン（パープルジャケット） |
| あの娘ぼくがロングシュート決めたらどんな顔するだろう (ホームシック Version) | 『岡村ちゃん大百科』 |                                            |

## 収録作品・カバー
| 発売日         | タイトル                                                                        | 規格品番              |
| -------------- | ------------------------------------------------------------------------------- | --------------------- |
| 2001年07月25日 | 朝日美穂『だいすき/あの娘ぼくがロングシュート決めたらどんな顔するんだろう』(#1) | BIKIN-3001            |
| 2003年10月22日 | コンピレーション『ROCK AND ROLL JAPAN』(#1)                                     | ESCL-2458             |
| 2003年12月17日 | DVD『LIVE 家庭教師 '91』(#1)                                                    | ESBL-2141             |
| 2004年05月19日 | DVD『Symposium ～岡村靖幸 フレッシュボーイ TOUR 2003～』(#1)                    | UIBJ-1003             |
| 2007年08月01日 | 桜塚やっくん『どぉなっちゃってんだよ』(#1)                                      | UPCH-80029 UPCH-89010 |
| 2010年11月10日 | 直枝政広『HOPKINS CREEK 10th Anniversary Deluxe Edition』(#1)                   | XQGL-1002             |
| 2011年09月14日 | コンピレーション『モテキ的音楽のススメ MTK PARTY MIX盤』(#1)                    | AICL-2294             |
| 2012年03月28日 | DVD/BD『ライブ エチケット』(#1)                                                 | DDBV-6001 DDXV-6001   |
| 2012年12月19日 | DVD『20世紀と伝説と青春』(#1)                                                   | MHBL-220              |
| 2016年03月22日 | アイドルネッサンス『アワー・ソングス』(#1)                                      | TPRC-0151             |
| 2019年04月03日 | DVD/BD『マキャベリン』(#1)                                                      | XQME-2003 DDXV-6004   |